# 巴士度街
巴士度街（葡萄牙語：Rua de António Basto）是為於澳門望德堂區東北部的其中一條街道， 它的東南端由士多鳥拜斯大馬路起，向西北延展，沿途文第士街和羅沙達街，在肥利喇亞美打大馬路交界止。長105米，闊約6米。

## 名稱由來
這條街道的名字「巴士度」，是澳門著名土生報人、律師小若阿金．巴士度(António Joaquim Basto Jr.) 中的的粵語譯音。命名於1922年12月27日。
巴士度在1848年7月12日生於花王堂區，早年就讀於澳門耶穌會學校。曾任臨時律師、《澳門土生人報》的主任編輯及記者、華政廳民政官，1880年出任市政廳議員。1890年，他當選英國皇家地理學會會員、倫敦皇家歷史學會會員。 他於1912年5月20日逝世。